# 卍楼北鵞
卍楼 北鵞（まんじろう ほくが、? - 安政3年5月21日〈1856年6月23日〉）は、江戸時代の浮世絵師。

## 来歴
姓は三田、通称は小三郎、家号は虎屋と伝わり、京橋や本所常盤町に住んだという。卍楼と号す。喜多村信節の随筆『きゝのまにまに　続篇』の安政3年の項に「五月廿一日　画師万楼北鵞没、葛飾北斎戴斗門生」とあり、これにより葛飾北斎の門人だったこと、没年月日は安政3年5月21日であるのが知られる。画風も北斎そのままとの評がある。ただし「北鵞」とは同じく北斎の門人である抱亭五清の画号だったことから、五清の門人かともいわれている。作画期は天保から安政にかけてで、錦絵のほか摺物、狂歌絵本の挿絵、肉筆画を残す。

## 作品
- 『狂歌古川百首』二巻一冊　狂歌本　※六橋園渡編、天保年間刊行
- 「椿説弓張月巻中略図　山雄〈狼ノ名也〉主のために蟒蛇を噛で山中に躯を止む」　大判錦絵3枚続　東京国立博物館所蔵（）
- 「落ち紅葉を掃いて手を洗う仕丁」　摺物　シカゴ美術館所蔵
- 「月下三舟図」　絹本墨画淡彩　日本浮世絵博物館所蔵　※「卍楼北鵞筆」の落款、「卍樓」の白文方印あり
- 「朱鍾馗図」　絹本著色　個人蔵
- 「登り竜図」　絹本水墨　個人蔵　※「丙辰孟春　卍楼北鵞画」の落款あり。「丙辰」は安政3年。